# Pleurothallis per-dusenii
Pleurothallis per-dusenii là một loài thực vật có hoa trong họ Lan. Loài này được Hoehne miêu tả khoa học đầu tiên năm 1936.